# Somatina rosacea
Somatina rosacea là một loài bướm đêm trong họ Geometridae.